# Steven Wright (vrah)
Steven Gerald James Wright (* 24. dubna 1958 Erpingham, Norfolk) je britský sériový vrah, známý jako suffolský škrtič. Od října do prosince roku 2006 znásilnil a zavraždil v okolí města Ipswich 5 prostitutek. 

## Život
Steven Wright se narodil v roce 1958 a byl jedním ze čtyř dětí vojáka, který pracoval u vojenské policie, a matky, která pracovala jako veterinářka. Když Steveův otec sloužil na Maltě nebo v Singapuru, byla jeho rodina s ním. V roce 1960 se rodiče Steva rozvedli a oba pak měli nové rodiny. Po rozvodu Steven žil se svým otcem, který měl nové dvě děti s druhou ženou. V roce 1974 Steven absolvoval střední školu, brzy se připojil k zaměstnancům obchodní flotily a začal pracovat jako kuchař na trajektech plujících z Felixstowe. V roce 1979 se oženil a o čtyři roky později se narodil jeho syn Michael. Pár se rozvedl v roce 1987.
Po rozvodu Steven Wright postupně pracoval jako správce na Queen Elizabeth 2, řidič kamionu a barman. V roce 1992 se opět stal otcem s další ženou. Krátce poté ztratil svou práci jako barman kvůli svému hazardu a protože ukradl 80 liber. Během devadesátých let měl obrovské dluhy, kvůli kterým se pokusil dvakrát spáchat sebevraždu. V roce 2001 se setkal se ženou, se kterou se roku 2004 přestěhoval do Ipswich. V posledních měsících roku 2006 v okolí tohoto města Wright brutálně znásilnil a uškrtil pět prostitutek.

## Oběti
| Jméno oběti      | Věk    | Datum zmizení      | Nález těla        | Poznámka               |
| ---------------- | ------ | ------------------ | ----------------- | ---------------------- |
| Tania Nicol      | 19 let | 30. října 2006     | 8. prosince 2006  |                        |
| Gemma Adams      | 25 let | 14. listopadu 2006 | 2. prosince 2006  |                        |
| Anneli Alderton  | 24 let | 3. prosince 2006   | 10. prosince 2006 | V době vraždy těhotná. |
| Annette Nicholls | 29 let | 4. prosince 2006   | 12. prosince 2006 |                        |
| Paula Clennell   | 24 let | 10. prosince 2006  | 12. prosince 2006 |                        |

## Zatčení
Média byla o všem informována. Zpráva vyvolala paniku nejen mezi prostitutkami, ale také mezi ostatními obyvateli Ipswiche. Steven byl zadržen 19. prosince roku 2006 kolem páté hodiny ráno. Následující den policie oznámila veřejnosti, že se jistý Steven Wright přiznal ke všem pěti vraždám.
Wrightův proces začal dne 14. ledna roku 2008. Během soudního procesu se Steven Wright přiznal ke všem činům, z nichž byl obviněn. Hlavním důkazem obžaloby byly stopy jeho DNA, která zůstala na místě činu. Dne 21. února 2008 soud prohlásil, že Steven Wright je vinen ze všech zločinů, a odsoudil ho k doživotnímu vězení. Dne 19. března roku 2008 se Wright odvolal k soudu s žádostí o zmírnění trestu, ale 2. února 2009 bylo oznámeno, že se rozhodl své odvolání stáhnout.
Policie podezřívala Stevena Wrighta také z vraždy Suzy Lamplughové, s níž pracoval na Queen Elizabeth 2 v 80. letech. Suzy zmizela v roce 1986 a byla prohlášena za mrtvou v roce 1994, ale její tělo nebylo nalezeno. V roce 2002 ale policie označila za vraha Lamplughové jiného muže, Johna Cannana. 
V květnu 2024 byl obviněn z vraždy 17leté Victorii Hallové, která zmizela v časných ranních hodinách 19. září 1999 cestou z nočního klubu v obci Trimley St. Mary. Její mrtvé tělo bylo nalezeno o pět dní později v příkopu asi 25 mil od místa zmizení. Wright obvinění popřel. Soud je stanoven na rok 2026.